# Manuel López del Rey
Manuel López-Rey Arrojo es un sociólogo español que investiga en el área de la sociología industrial, del conflicto político y de la violencia colectiva así como de cambio social.
López-Rey es profesor universitario del Departamento de Sociología de la Facultad de Ciencias Políticas y Sociología (Universidad Complutense de Madrid). Trabaja con el pensamiento de Peter Drucker.

## Biografía
Nació en Madrid el 30 de septiembre de 1902 a las once horas de la mañana. Era hijo de Leocadio López Arrojo, cirujano y natural de Madrid, y de Filomena Rey García, natural de Galicia. Sus abuelos paternos se llamaban José Ramón López, natural de Gibaja (Cantabria), y Clementina Arrojo, natural de Madrid. Sus abuelos maternos fueron José Rey, natural de San Pedro del Campo (Pontevedra), y Segunda García, natural de Santa María de Parga (La Coruña). Hizo modificar su primer apellido, que quedó integrado por el primer apellido paterno (López) y por el primer apellido materno (Rey), pasando a adoptar como segundo apellido personal el segundo apellido paterno (Arrojo). Contrajo matrimonio tres veces, Magda Arce Fernández fue su segunda esposa con la cual tuvo su única hija Diana López-Rey Arce. Su tercera esposa fue Grace Bocquet. Falleció en Cambridge (Reino Unido) el 15 de diciembre de 1987.

## Formación
Estudió el Bachillerato en el Instituto Cardenal Cisneros de Madrid, en el que superó el 10 de marzo de 1917 los ejercicios correspondientes al grado de Bachiller. Le fue expedido el título el 31 de agosto de 1925.
Inmediatamente después del Bachillerato comenzó a trabajar como funcionario del Ministerio de Comunicaciones, de manera que no inició estudios universitarios hasta 1926.
Cursó la Licenciatura de Derecho en la Universidad de Madrid, en la que realizó el 12 de junio de 1931 los ejercicios del grado de Licenciado en Derecho, logrando la calificación de sobresaliente. Se le expidió el título el 22 de junio de 1931.
En el curso 1931-1932 estudió en la Universidad de Madrid las asignaturas del periodo del Doctorado de Derecho, obteniendo en todas ellas la calificación de sobresaliente. El 24 de septiembre de 1934 defendió en esa Universidad su tesis doctoral titulada “Un práctico castellano del siglo XVI (Antonio de la Peña)”. Obtuvo la calificación de sobresaliente ante un tribunal integrado por Felipe Clemente de Diego como presidente, y como vocales Francisco Ayala, que actuó de secretario, Luis Jiménez de Asúa, Galo Sánchez y Román Riaza. Le fue expedido el título el 24 de junio de 1935.
El 24 de enero de 1935 se presentó a los ejercicios del premio extraordinario de Doctorado junto a otros dos aspirantes (Alfonso de Cossío Corral y Julio Tejero Nieves). Los candidatos desarrollaron el tema que salió por sorteo “Fuentes actuales del Derecho Internacional (Tratados, Pactos, Jurisprudencia, decisiones de autoridades internacionales”. Se concedió el premio extraordinario a los tres candidatos. El tribunal estaba integrado por Rafael Altamira, como presidente, José Gascón Marín y Nicolás Pérez Serrano, que actuó de secretario.
En 1933 amplió estudios de Derecho Penal en Alemania con el profesor Edmund Mezger al amparo de una beca otorgada por el Instituto de Estudios Penales.
La Junta para Ampliación de Estudios le concedió otra pensión que le permitió efectuar una estancia de estudios en Alemania desde febrero hasta julio de 1934 también bajo la dirección del profesor Mezger.
El 23 de enero de 1935 dirigió instancia a la Junta para Ampliación de Estudios solicitando una pensión de un año a fin de efectuar estudios de Derecho Penal en Alemania (con los profesores Mezger y Wolf), en Italia (con los profesores Grispigni y Arturo Rocco) y Francia (con el profesor Hugueney). Mediante Orden de 12 de julio de 1935 se le concedió una pensión de 425 pesetas mensuales y 600 más para gastos del viaje, a fin de que pudiera ampliar estudios de Derecho Penal en Alemania, Italia y Francia.
El 28 de octubre de 1935 pidió a la Junta para Ampliación de Estudios sustituir Italia por Austria, para seguir estudios en Viena con el profesor Kadecka y visitar los seminarios de Biología criminal de Graz y Salzburgo. El 28 de enero de 1936 la Junta le concedió la sustitución solicitada.

## Carrera Académica
Por Orden de 22 de abril de 1931 fue nombrado ayudante de clases prácticas de Derecho Penal en la Universidad de Madrid. Cesó el 30 de septiembre de 1931.
Mediante Orden de 1 de octubre de 1931 volvió a ser nombrado ayudante de clases prácticas de Derecho Penal en la misma Universidad. Cesó el 30 de septiembre de 1932.
En virtud de Orden de 22 de octubre de 1931 se le nombró profesor auxiliar de Derecho Penal en la Universidad Central, funciones que desempeñó hasta el 16 de agosto de 1935, fecha en la que tomó posesión de la cátedra de Derecho Penal de la Universidad de La Laguna.
Mediante Orden de 18 de julio de 1934, se acordó convocar oposiciones a la cátedra de Derecho Penal de la Universidad de La Laguna. López-Rey presentó instancia solicitando participar en las oposiciones. El tribunal estaba integrado por Constancio Bernaldo de Quirós como presidente, y como vocales Luis Jiménez de Asúa, Mariano Ruiz Funes, Pedro Sangro y Ros de Olano, y Emilio González López, que actuó de secretario. Aunque inicialmente habían sido nombrados vocales titulares José Antón Oneca y Eugenio Cuello Calón, ambos excusaron su asistencia por razones médicas. El tribunal se constituyó el 19 de julio de 1935. Habían presentado instancia para participar en las oposiciones dos aspirantes, pero solo compareció López-Rey a realizar los ejercicios, que comenzaron el 31 de julio de 1935. La votación del tribunal tuvo lugar el 6 de agosto de 1935, y López-Rey fue propuesto por unanimidad para la cátedra en cuestión.
López-Rey fue nombrado catedrático de Derecho Penal de la Universidad de La Laguna por Orden de 9 de agosto de 1935. Tomó posesión el 16 de agosto del mismo año.
En una instancia que dirigió al Ministerio de Educación el 16 de agosto de 1977 manifestaba que en 1936 había sido nombrado, en virtud de concurso de traslado, catedrático de Derecho Penal de la Universidad de Salamanca, pero que no pudo tomar posesión a causa del estallido de la guerra civil, siendo asignado como agregado a la “Comisión Codificadora Nacional” (sic).
Por Orden de 31 de julio de 1936 fue declarado en situación de excedencia, al haber sido nombrado Jefe Superior de Policía de Madrid el 30 de julio de ese año.
Mediante Orden de 16 de septiembre de 1936 volvió a ser declarado en situación de excedencia por haber sido nombrado Director General de Prisiones de la República.
En virtud de Orden de 27 de enero de 1937 fue declarado de nuevo excedente, con efectos del 16 del mismo mes, a causa de haber sido nombrado secretario de la Legación de la República española en Praga.
Fue sancionado con la separación definitiva del servicio por las autoridades franquistas mediante Órdenes de 13 de octubre de 1937 y 29 de julio de 1939.
Tras exiliarse al final de la guerra civil, impartió docencia en diversas Universidades de Bolivia, Chile, Argentina, Perú y Puerto Rico. El 20 de junio de 1945 el Subsecretario de Educación Nacional informaba al Director General de Enseñanza Universitaria que el Ministerio de Asuntos Exteriores había recibido una comunicación del Embajador de España en Chile en la que éste comunicaba que López-Rey había impartido en la Facultad de Derecho de la Universidad de Chile tres conferencias sobre “Sistemática de las disciplinas penales”, y que López-Rey residía en Santiago de Chile.
En 1966 fue nombrado Visiting Fellow del Instituto de Criminología de la Universidad británica de Cambridge, en la que siguió trabajando hasta su fallecimiento, producido en 1987.
Desde 1967 hasta 1971 fue también Director del Programa de Investigación Criminal del Centro de Investigaciones Sociales de la Universidad de Puerto Rico.
Tras la muerte de Franco colaboró asiduamente con el Instituto de Criminología de la Universidad Complutense de Madrid.
El 27 de marzo de 1977 pidió al Ministerio de Educación que se le computara a efectos de trienios el tiempo que estuvo separado del servicio, desde el 29 de julio de 1939 hasta el 30 de abril de 1972.
Por Orden de 26 de abril de 1977 se decretó su jubilación con efectos de 30 de abril de 1972.
En 1986 fue propuesto como Doctor Honoris Causa por la Universidad Complutense de Madrid, pero su fallecimiento impidió que llegara a obtener esa distinción académica.

## Depuración
Las autoridades franquistas impusieron a López-Rey dos veces la sanción de separación definitiva del servicio.
El 10 de febrero de 1937 se abrió expediente de depuración contra López-Rey. En el pliego de cargos formulado contra él se decía que fue “Director General de Prisiones en el Gobierno actual comunista”. El informe del Gobierno Militar de Canarias manifestaba que era un “protegido del Sr. Jiménez de Asúa”. A instancia de la Comisión de Cultura y Enseñanza (20 de septiembre de 1937), que a su vez había aceptado la propuesta efectuada por la Comisión Depuradora (15 de mayo de 1937), el Presidente de la Junta Técnica del Estado acordó imponer a López-Rey la sanción de separación definitiva del servicio e inhabilitación para cargos directivos y de confianza mediante resolución de 13 de octubre de 1937.
Pero, por Orden de 29 de julio de 1939, se volvió a acordar la separación definitiva del servicio de López-Rey, al que le fue impuesta esa sanción junto con otros dieciséis catedráticos de Universidad, entre los que figuraban don Américo Castro, don Claudio Sánchez Albornoz, don Niceto Alcalá-Zamora y Castillo, don Juan Peset Alexandre, don Pedro Salinas y don Antonio Flórez de Lemus.
La sanción se impuso en este caso sin tramitación previa de un expediente de depuración, basándose en una interpretación amplia del concepto de hecho notorio. En el preámbulo de la Orden citada se decía: “Es pública y notoria la desafección de los Catedráticos universitarios que se mencionarán al nuevo régimen implantado, no solamente por sus actuaciones en las zonas que han sufrido la dominación marxista, sino también por su pertinaz política antinacional y antiespañola en los tiempos precedentes al Glorioso Movimiento Nacional (…) La evidencia de sus conductas, perniciosas para el país, hace totalmente inútiles las garantías procesales, que en otro caso constituyen la condición fundamental de todo enjuiciamiento”. Y a continuación seguía la relación de catedráticos sancionados con la separación definitiva del servicio.

## Otras actividades y méritos
Después de cursar el Bachillerato fue nombrado, por oposición, oficial de administración civil del Ministerio de Comunicaciones.
Por Real Orden de 10 de diciembre de 1928 fue nombrado Juez de Primera Instancia e Instrucción de Chantada (Lugo). Tomó posesión el 18 de diciembre de 1928.
Mediante Real Orden de 28 de julio de 1930 fue nombrado Juez de Primera Instancia e Instrucción de Fuenteovejuna.
Desde el 31 de diciembre de 1931 hasta el 1 de enero de 1932 desempeñó el cargo de letrado asesor del Patronato de Política Social Inmobiliaria del Estado, pasando después a ejercer las funciones de secretario de ese Patronato, en las que cesó por Orden de 23 de noviembre de 1936.
Entre el 6 y el 20 de julio de 1932 desempeñó las funciones de Juez Municipal del Distrito 17 de Madrid.
Por Orden de 29 de abril de 1932 obtuvo el nombramiento de profesor auxiliar de Derecho Penal en el Instituto de Estudios Penales de Madrid.
En virtud de Orden de 21 de marzo de 1933 fue nombrado Vocal de la Comisión Jurídica Asesora de la República.
Desde 1932 fue miembro del Instituto de Derecho Comparado Hispano- Portugués-Americano.
Ejerció el cargo de secretario general de la V Conferencia Internacional para la unificación del Derecho Penal, celebrada en Madrid en octubre de 1933.
Por Orden de 30 de julio de 1936 fue nombrado Jefe Superior de Policía de Madrid.
Mediante Orden de 6 de septiembre de 1936 fue nombrado Director General de Prisiones de la República. Tomó posesión el 7 de septiembre del mismo año.
Por Orden de 3 de octubre de 1936 se le adjudicó el cargo, con carácter interino, de secretario de segunda clase de la Legación de la República española en Praga. Tomó posesión el 16 de octubre del mismo año.
Después de exiliarse al final de la guerra civil, participó en numerosas reformas legislativas en materia penal, procesal penal y penitenciaria de la mayor parte de países iberoamericanos. Desde 1940 hasta 1943 redactó el Proyecto oficial de Código Penal de Bolivia.
Fundó y dirigió los Anales de Criminología y Derecho Penal de la Universidad de la Paz.
Inmediatamente después de la creación de la O. N. U. fue nombrado Jefe de la Sección de Investigación Científica y de Tratados de la División de Estupefacientes de esa organización internacional.
Desde 1952 estuvo al frente de la Dirección de Defensa Social de la O. N. U.
Se le otorgó la medalla de oro Cesare Beccaria.
Era comendador de la Real Orden de Alfonso X el Sabio.
Comendador de la Orden del Cóndor de los Andes.

## Principales obras
López-Rey publicó numerosas obras dedicadas a temas de Derecho Penal, Derecho Procesal Penal y Criminología, entre las que figuran las siguientes:
Justicia, poder civil, Madrid, 1931.
“¿Tienen fuerza ejecutiva las certificaciones de los actos de conciliación?”, en Revista General de Legislación y Jurisprudencia, 1931, pp. 613-619.
“Comentario jurisprudencial”, en Revista de Derecho Público, febrero de 1932.
“Comentario jurisprudencial”, en Revista de Derecho Público, abril de 1932.
El abandono de familia, Madrid, 1932 (separata de la Revista General de Legislación y Jurisprudencia, en cuyo número de marzo de 1932 se publicó ese trabajo).
Reseña del libro de Eugenio Cuello Calón Cuestiones penales relativas al aborto (Barcelona, 1931), en Revista de Derecho Público, 1932, pp. 187-188.
“Nota sobre un caso de estafa. Sentencia de 17 de marzo de 1932”, en Revista de Derecho Público, 1932, pp. 240-242.
El nuevo Código Penal, Madrid, s/f (pero 1932).
La reforma del Código Penal español, Madrid, 1932 (separata de Revista de Derecho Público, 1932, pp. 321-346).
“Notas sobre dos sentencias de interés”, en Revista de Derecho Público, 1932, pp. 306-309.
“Rectificación a la reforma del Código Penal”, en Revista de Derecho Público, 1932, pp. 369-372.
Derecho Penal, Madrid, 1933 (obra destinada a la preparación de opositores a la Escuela de Policía).
Elementos de Derecho Político y Administrativo, Nociones de Hacienda Pública, Contabilidad del Estado y Derecho Penal, Madrid, 1933 (obra destinada a los opositores al Cuerpo Técnico de Correos).
Reseña de la obra de Hilario Núñez de Cepeda, Código Penal 1932 (La Coruña, 1932), en Revista de Derecho Público, 1933, pp. 127-129.
El valor procesal de la llamada tipicidad (valor y contenido del auto de procesamiento), Madrid, 1934 (separata de la Revista de Derecho Público, 1934, pp. 129-143)
“¿Nueva crisis del Derecho Penal?”, en Revista General de Legislación y Jurisprudencia, 1934, pp. 155-165.
“Las causas de justificación en el Derecho penal castellano del siglo XVI, publicado en dos entregas en Revista de Derecho Público (meses de noviembre y diciembre de 1934).
Reseña del libro de Antonio Gómez Mesa Sobre el menor delincuente (Madrid, 1934), en Revista de Derecho Público, enero de 1935.
La jurisdicción común penal castellana en el siglo XVI (un intento de construcción histórica), Madrid, 1935 (separata de la Revista General de Legislación y Jurisprudencia, en cuyo número de abril de 1935 se había publicado ese trabajo).
Reseña del libro de Eugenio Cuello Calón, El Derecho penal en las Dictaduras (Rusia, Italia, Alemania) (Barcelona, s/f), en Revista de Derecho Público, 1935, p. 63.
En colaboración con su maestro Luis Jiménez de Asúa y Vespasien Pella publicó Ve Conférence Internatioanale por L'Unification du Droit Pénal (Madrid, 14-20 Octobre 1933): actes de la Conférence, París 1935.
Un práctico castellano del siglo XVI (Antonio de la Peña), tesis doctoral, Madrid, 1935 (se había publicado también en varias entregas en la Revista de Ciencias Jurídicas y Sociales de la Universidad de Madrid, números 69 y 70).
Derecho penal: Obra ajustada al programa de las oposiciones a ingreso en el Cuerpo de Aspirantes a la Judicatura, Madrid, 1935.
Un delito de asesinato (el caso Sirval), Madrid, 1936.
Tendencia, mundo circundante y personalidad en criminología: ensayo de sistematización, México, 1942.
Proyecto oficial de Código Penal, La Paz, Comisión Codificadora Nacional de Bolivia, 1943.
Metódica criminológica, Lima, 1944.
El Dictamen criminológico, Cochabamba, Bolivia, Universidad Autónoma de Cochabamba, 1945.
¿Qué es el delito?, Buenos Aires, 1947.
Estudio penal y criminológico del Proyecto oficial de Código penal de 1967 para Puerto Rico, San Juan (Puerto Rico), 1967.
La reforma penal en Puerto Rico, Puerto Rico, Universidad, 1967.
Estudio penal y criminológico del Proyecto oficial de Código penal de 1967 para Puerto Rico, San Juan (Puerto Rico), 1969.
El tratamiento de los reclusos y los derecho humanos en Puerto Rico, San Juan, Puerto Rico,1970.
Extensión, características y tendencias de la criminalidad en Puerto Rico 1964-70, Río Piedras, Universidad de Puerto Rico, Centro de Investigaciones Sociales, 1971.
Presupuestos de la orientación profesional penitenciaria, Caracas, 1972.
La planificación de la dirección de prisiones, Caracas, 1973.
Extensión, características y tendencias de la criminalidad en Puerto Rico, 1964-70, Rio Piedras, Universidad de Puerto Rico, Centro de Investigaciones Sociales, 1975.
Criminología, vol. I, Madrid, 1975 (con segunda edición de 1981).
La criminalidad: Un estudio analítico, Madrid, 1976.
Presupuestos y directivas para una política criminal: Seminario sobre Presente y Futuro de la Criminalidad, Caracas, 1976-
Criminología, vol. II, Madrid, 1978.
La justicia penal y la política criminal en España, Madrid, 1979.
Análisis político-criminal del proyecto oficial del código penal español, Madrid, 1980
General overview of capital punishment as a legal sanction (s/l), 1980.
Crímenes contra la humanidad, México,1980.
Criterios y perspectivas de la codificación penal, Caracas/Sucre, 1980.
Introducción a la criminología, Madrid, 1981.
La investigación criminal en las sociedades tecnológicamente avanzadas, (s/l), 1984.
Criminalidad y abuso de poder, Madrid, 1983.
Criminología internacional, Madrid, 1983.
Compendio de criminología y política criminal, Madrid, 1985.
Opresión, violencia y permisibilidad, Buenos Aires, Universidad, 1985.
Las dimensiones de la criminalidad, Caracas, Universidad Católica Andrés Bello, 1986.
Organización sistemicocibernética de la función penal / Manuel López-Rey y Arrojo, Madrid, 1986.
En colaboración con Eduardo Ovejero, Constancio Bernaldo de Quirós y Ricardo Garrido Juan, tradujo al castellano los cuatro primeros tomos de la obra de Luigi Mattirolo Tratado de derecho judicial italiano, Madrid, 1930-1936.
En colaboración con Charles Germain editó la obra colectiva Studies in penology dedicated to the memory of Sir Lionel Fox by the International Penal and Penitentiary Foundation, La Haya, 1964.